# Cryphaea nervosa
Cryphaea nervosa là một loài rêu trong họ Cryphaeaceae. Loài này được Hook. f. & Wilson Müll. Hal. mô tả khoa học đầu tiên năm 1846.